# Протоевангелие Иакова
Евангели́е от Иа́кова, также известное как Протоева́нгелие Иа́кова и Первоева́нгелие Иа́кова Мла́дшего, в русской традиции «Иаковлева повесть», — апокрифическое евангелие, написанное во II веке и, как предполагается, после 160 года. Греческий термин «протоевангелие» в данном случае означает книгу событий жизни Иисуса Христа, произошедших до основных событий четырёх канонических евангелий Нового Завета. Евангелие Иакова повествует о детстве и юности Девы Марии и о событиях во время рождения Христа в пещере. Также в книге описывается гибель отца Иоанна Крестителя Захарии.
Евангелие Иакова, возможно, является самым ранним текстом, удостоверяющим поклонение Деве Марии, утверждая о Её вечном девстве и представляя Её как новую Еву. Как «евангелие Детства», текст прослеживает незнание автором подробностей жизни иудейского общества и их несоответствие деталям, описываемым в книгах, вошедших в Библию. Несмотря на свою привлекательность, ни одно из евангелий Детства в Библию не вошло. Сочинение было раскритиковано Иеронимом Стридонским, и в том же V веке включено в список запрещённых книг.
В 1552 году француз Гийом Постель перевёл сочинение на латинский язык и впервые напечатал его под названием: лат. «Protevangelium Iacobi» — «Протоевангелие Иакова»; после него в 1564 году греческий текст сочинения впервые издал Михаил Неандер в приложении к Малому Катехизису Мартина Лютера под тем же названием: др.-греч. Πρωτευαγγέλιον Ἰακώβου, с того времени название «Протоевангелие Иакова» закрепилось в изданиях и в научной литературе.

## Авторство

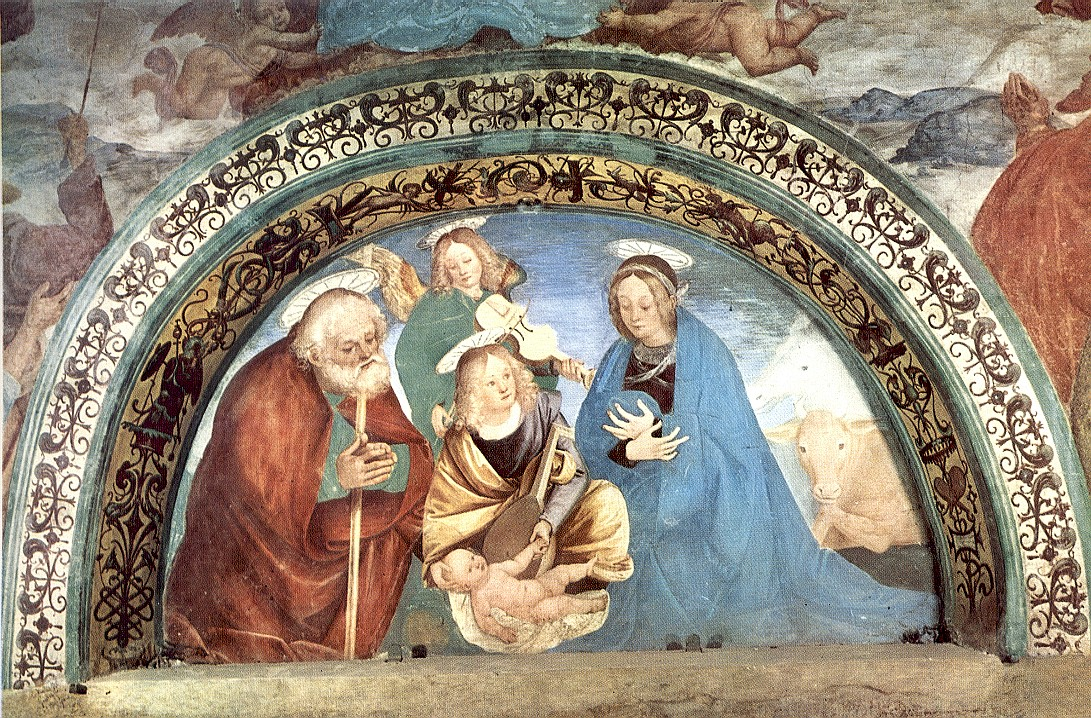
Фреска «Рождество Христово» Гауденцио Феррари; ок. 1515; часовня в Варалло, Италия

В тексте сочинения представлено утверждение о том, что она написана Иаковом: «А я, Иаков, который написал этот рассказ в Иерусалиме, во время смуты скрывался в пустыне до тех пор, пока не умер Ирод и смута не стихла в Иерусалиме». Из чего предполагается, что автор книги — Иаков, сын Иосифа, мужа Марии, от его предыдущего брака. Но, основываясь на стиле изложения книги и на том, что автор книги, очевидно, не знаком с иудейскими обычаями времён, описываемых в книге, исследователи установили, что Иаков не мог быть автором книги.

## Популярность и списки
О популярности текста в древние времена говорит факт, что к нынешнему времени сохранилось около 130 списков, содержащих это евангелие. Оно было переведено на сирийский, эфиопский, коптский, грузинский, старославянский, армянский, арабский, ирландский и латинский языки.

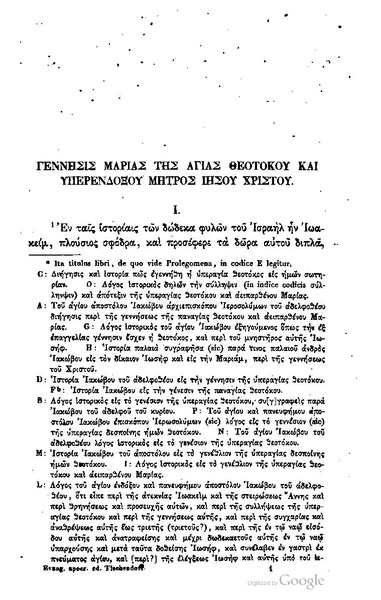
Γέννησις Μαρίας τῆς ἁγίας Θεοτόκου καὶ ὑπερενδόξου μητρὸς Ἰησοῦ Χριστοῦ (Протоевангелие Иакова) в книге Constantin von Tischendorf «Evangelia apocrypha» 1853

Самая древняя рукопись, содержащая Евангелие от Иакова («Папирус Бодмера 5», датируемый между III и началом IV века), была найдена в 1952 году («Папирус Бодмера 5» издан в 1958 году), хранится в библиотеке Бодмера в Женеве. Название сочинения в Папирусе Бодмера 5 — «Рождество Марии. Откровение (апокалипсис) Иакова».
Из дошедших до наших времён греческих рукописей самым полным текстом является кодекс X века в Национальной библиотеке Франции. Сочинение в греческих рукописях имеет иные названия: «Рождество Марии святой Богородицы и преславной матери Иисуса Христа», «Повествование о истории Рождества Пресвятой Богородицы и Приснодевы Марии» и другие.

## Тексты
- Протоевангелие Иакова — оригинальный текст (на илл.) (др.-греч.)